# 吉祥寺 (盛岡市)
吉祥寺（きっしょうじ）は岩手県盛岡市名須川町に所在する浄土宗の寺院。山号は三峯山で、盛岡藩主南部重直の戒名の即性院殿三峯宗玄大居士からとったもの。本尊は阿弥陀如来で別名を｢歯生の弥陀｣と称する。
また、盛岡三十三観音の第24番の如意輪観音を祀っているために盛岡観音三十三箇所第24番札所である。

## 歴史
寺伝によると寛文5年（1665年）に津軽藩の貞昌寺徒弟で当寺の開山である秀廓が盛岡藩主南部重信より、先代藩主で兄の重直の荼毘の地及び供米地を与えられて創建する。
本尊の阿弥陀如来は田名部村（現在の青森県むつ市）の常念寺より遷座したもので｢歯生の弥陀｣と呼ばれる。